# Max Bennett
Max Bennett (24. května 1928 – 14. září 2018) byl americký jazzový kontrabasista, který spolupracoval s mnoha hudebníky, mezi které patří i Peggy Lee, Ella Fitzgerald, Joni Mitchell, Joan Baez, Charlie Mariano, Conte Candoli, Bob Cooper, Bill Holman, Stan Levey, Lou Levy, Coleman Hawkins, Jack Montrose, Frank Zappa nebo The Monkees. Sloužil v korejské válce.